# Calloserica autumnalis
Calloserica autumnalis är en skalbaggsart som beskrevs av Ahrens 1999. Calloserica autumnalis ingår i släktet Calloserica och familjen Melolonthidae. Inga underarter finns listade.